# Claudia Felizitas von Österreich-Tirol

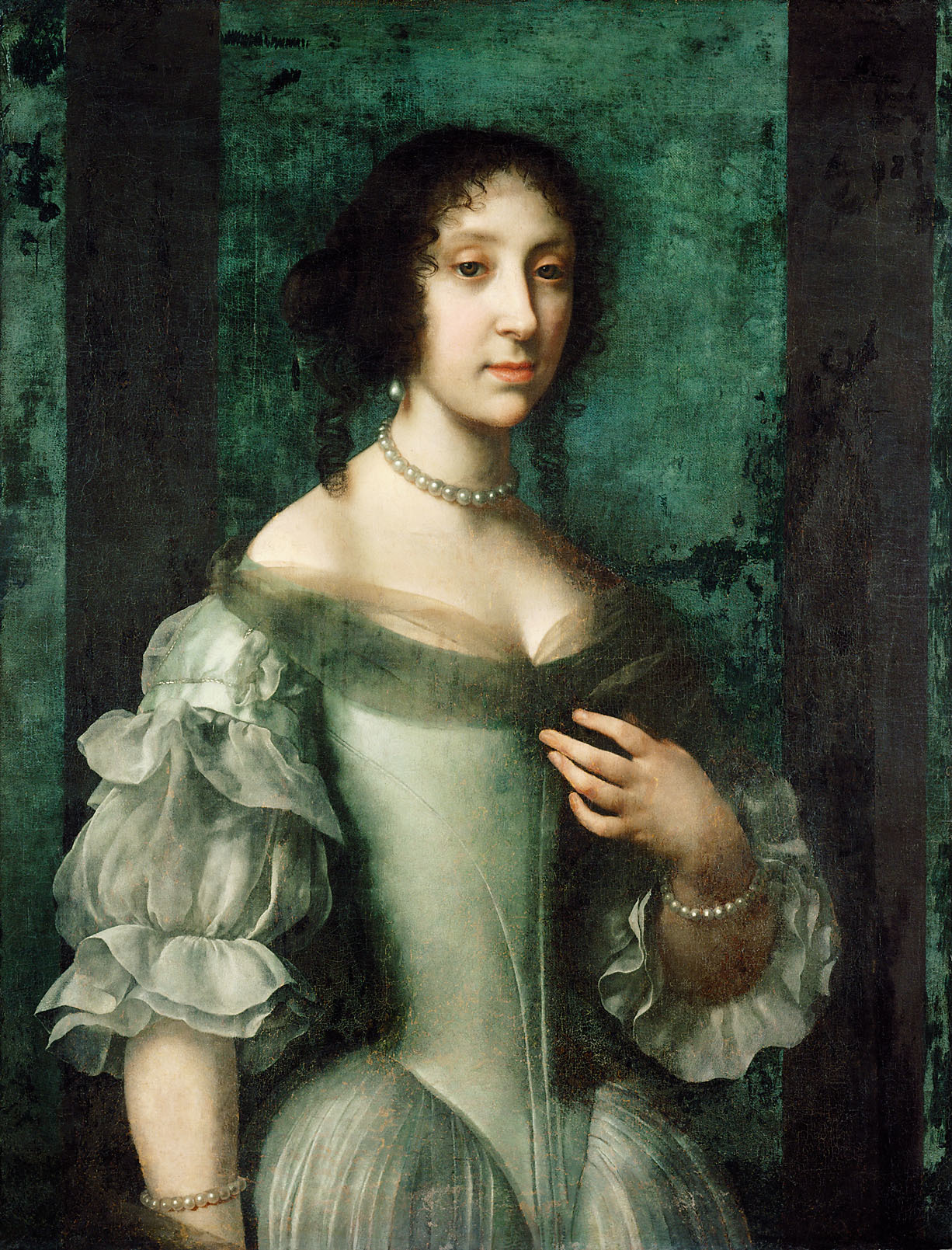
Carlo Dolci – Erzherzogin Claudia Felizitas von Österreich-Tirol, Öl auf Leinwand, 1672, Kunsthistorisches Museum, Wien

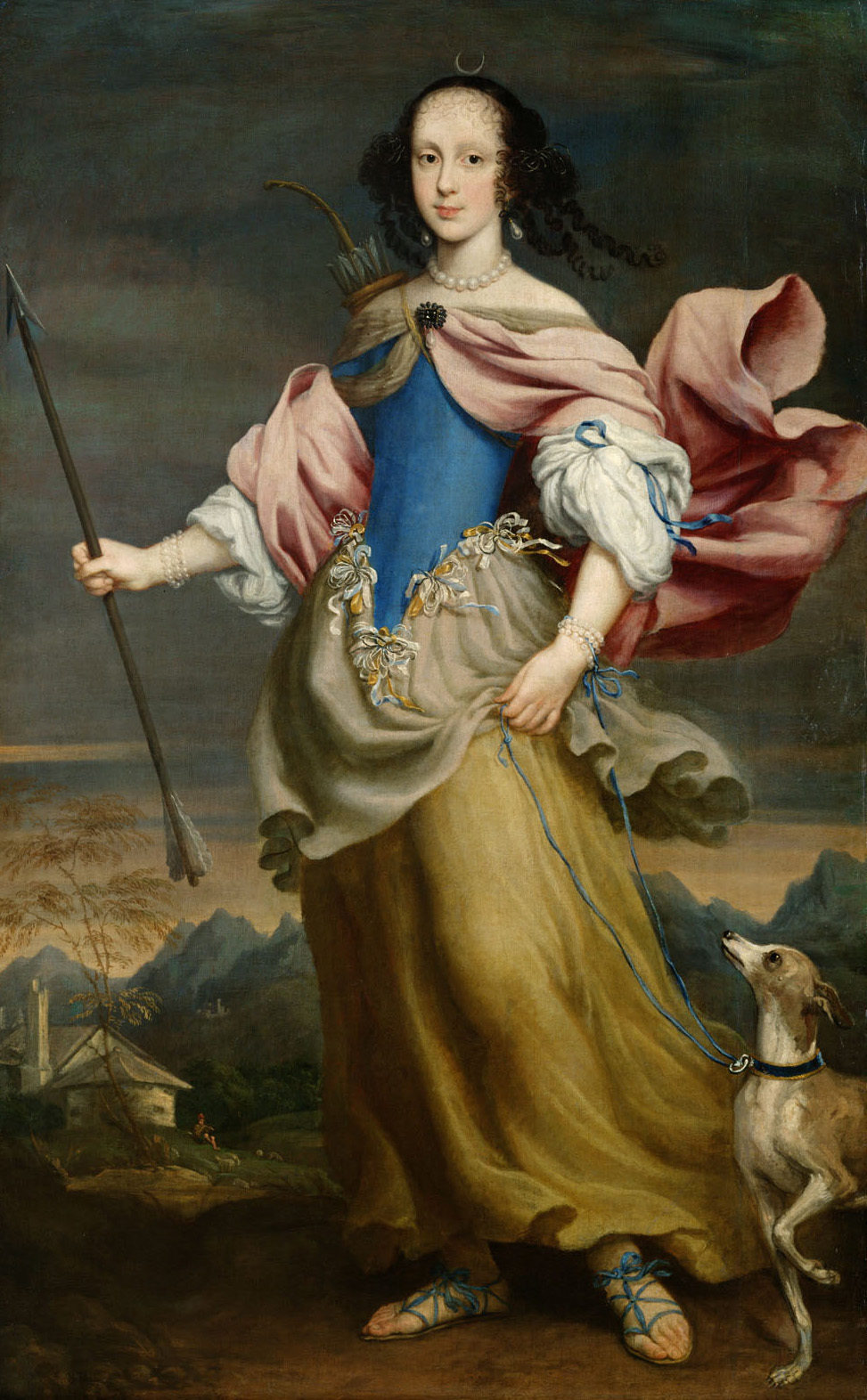
Giovanni Maria Morandi – Erzherzogin Claudia Felizitas als Diana, Öl auf Leinwand, 1666, Kunsthistorisches Museum, Wien

Claudia Felizitas von Österreich (* 30. Mai 1653 in Innsbruck; † 8. April 1676 in Wien; auch Claudia Felix) war Erzherzogin von Österreich und durch Heirat römisch-deutsche Kaiserin.

## Leben
Claudia Felizitas war eine Tochter des Erzherzogs Ferdinand Karl von Österreich-Tirol (1628–1662) aus dessen Ehe mit Anna de’ Medici (1616–1676), Tochter des Großherzogs Cosimo II. von Toskana. Die Prinzessin war musisch sehr begabt, sie sang und betätigte sich als Komponistin. Als Ausdruck ihrer Frömmigkeit trat sie dem Dritten Orden der Dominikaner bei. Zudem galt Claudia Felizitas als ausgezeichnete und leidenschaftliche Jägerin.
Am 15. Oktober 1673 heiratete sie in Graz den erst ein halbes Jahr zuvor verwitweten römisch-deutschen Kaiser Leopold I. (1640–1705). Als Residenz wurde der Braut Schloss Eggenberg zugewiesen. Fürst Wenzel Eusebius von Lobkowicz, erster Minister Leopolds I., hatte sich gegen diese Vermählung ausgesprochen; dabei hatte er auch als Argument die mangelnde Attraktivität Claudia Felizitas’ ins Feld geführt, was die Kaiserin zur entschiedenen Gegnerin des Fürsten machte. Claudia Felizitas gelang es, dass Lobkowicz die kaiserliche Gunst verlor und Leopold sich auch vermehrt von seiner Stiefmutter Eleonora Magdalena Gonzaga von Mantua-Nevers entfernte.
Die nur dreieinhalb Jahre andauernde Ehe war sehr glücklich, und unter Claudia Felizitas soll es um die Hofwirtschaft am besten bestellt gewesen sein. Während ihrer ersten Schwangerschaft 1674 erschien in Wien ein Gedicht, welches in Kreuzform nach den Regeln des Rösselsprungrätsels abgefasst war und die innige Beziehung des Kaiserpaars beschrieb. Es ist vermutlich die älteste Schrift dieser Art und fand großen Anklang. Leopold belohnte den Dichter für jede Silbe des Gedichts mit einem Dukaten.
Missstände in Regierung und Hofverwaltung wurden der Kaiserin deutlich offenbarer als ihrem Mann. Im Jahr 1674 bediente sie sich einer Opernaufführung, um Leopold auf die prekäre Regierungslage aufmerksam zu machen. Ihre musikalischen Vorlieben legte Claudia Felizitas auch als Kaiserin nicht ab. Am Hof stieß Claudia Felizitas größtenteils auf Ablehnung, man fürchtete ihren Einfluss auf den Kaiser.
Kaiserin Claudia Felizitas starb bereits mit 22 Jahren an Tuberkulose und wurde nach dem Hofprotokoll der  „Getrennten Bestattung“ in Wien bestattet: Ihr Herz liegt in der Kapuzinergruft, ihre Eingeweide in der Herzogsgruft, ihr Körper wurde auf ihren eigenen Wunsch neben ihrer Mutter in der Dominikanerkirche beigesetzt.
Mit dem Tode von Claudia Felizitas erlosch die Tiroler Seitenlinie des Hauses Österreich. Das Erbe fiel an ihren Witwer Kaiser Leopold I., der Landesfürst von Tirol wurde.
Claudia Felizitas ist die Hauptfigur des 1867 erschienenen historischen Romans der Schriftstellerin Luise Mühlbach Kaiserin Claudia, Prinzessin von Tirol.

## Nachkommen
Aus ihrer Ehe hatte Claudia Felizitas zwei Töchter:
- Anna Maria Sophie (* 10. September 1674; † 21. Februar 1675)
- Maria Josefa Klementine (* 11. Oktober 1675; † 11. September 1676)